# Palomino (libro)
Palomino es el tercer libro del poeta peruano Jorge Pimentel. Fue publicado en 1983 por la Editorial Carta Socialista Editores.
Palomino es un poemario escrito en plena madurez artística de Pimentel, quien en una sucesión de cortos poemas numerados consigue plasmar un canto sobre el fracaso, la angustia, el desempleo y la marginalidad. El verso corto, lacerante, transparente, no hace sino volver más descarnada la desesperación latente en el texto. Es sin duda uno de los grandes libros del poeta fundador del Movimiento Hora Zero. El nombre del libro se debe al apellido del mesero que atendía en el bar del pueblo ferroviario San Fernando Bajo de Chosica (Perú) -lugar en el que fue escrito el poemario-. Incluye como colofón el texto Confesión Aparte, de corte ensayístico, y está acompañado de un portafolio de fotografías de San Fernando Bajo realizadas por el mítico Carlos "Chino" Domínguez.